# لارس أندرس والغرين
لارس أندرس والغرين (بالسويدية: Lars-Anders Wahlgren)‏ مواليد 24 أغسطس 1966 في لوند، هو لاعب كرة مضرب سويدي سابق بدأ مسيرته كمحترف سنة 1985 وكان يلعب باليد اليمنى. أعلى تصنيف له في الفردي كان المركز الـ 66 في سنة 1990. أعلى تصنيف له في الزوجي كان المركز الـ 86 في سنة 1995.

## النهائيات

### الفردي: (1)
| الرقم | السنة | الدورة         | الأرضية | المنافس في النهائي | النتيجة في النهائي |
| ----- | ----- | -------------- | ------- | ------------------ | ------------------ |
| 1.    | 1986  | أثينا، اليونان | صلبة    | هانز ديتر بيوتل    | 6–4, 6–3           |

## روابط خارجية
- لارس أندرس والغرين على موقع رابطة محترفي التنس (الإنجليزية)
- لارس أندرس والغرين على موقع الاتحاد الدولي لكرة المضرب (الإنجليزية)
- لارس أندرس والغرين على موقع خلاصة التنس.كوم (الإنجليزية)